# Literatura cuántica
La literatura cuántica es una corriente literaria que sigue los principios de la estética cuántica.

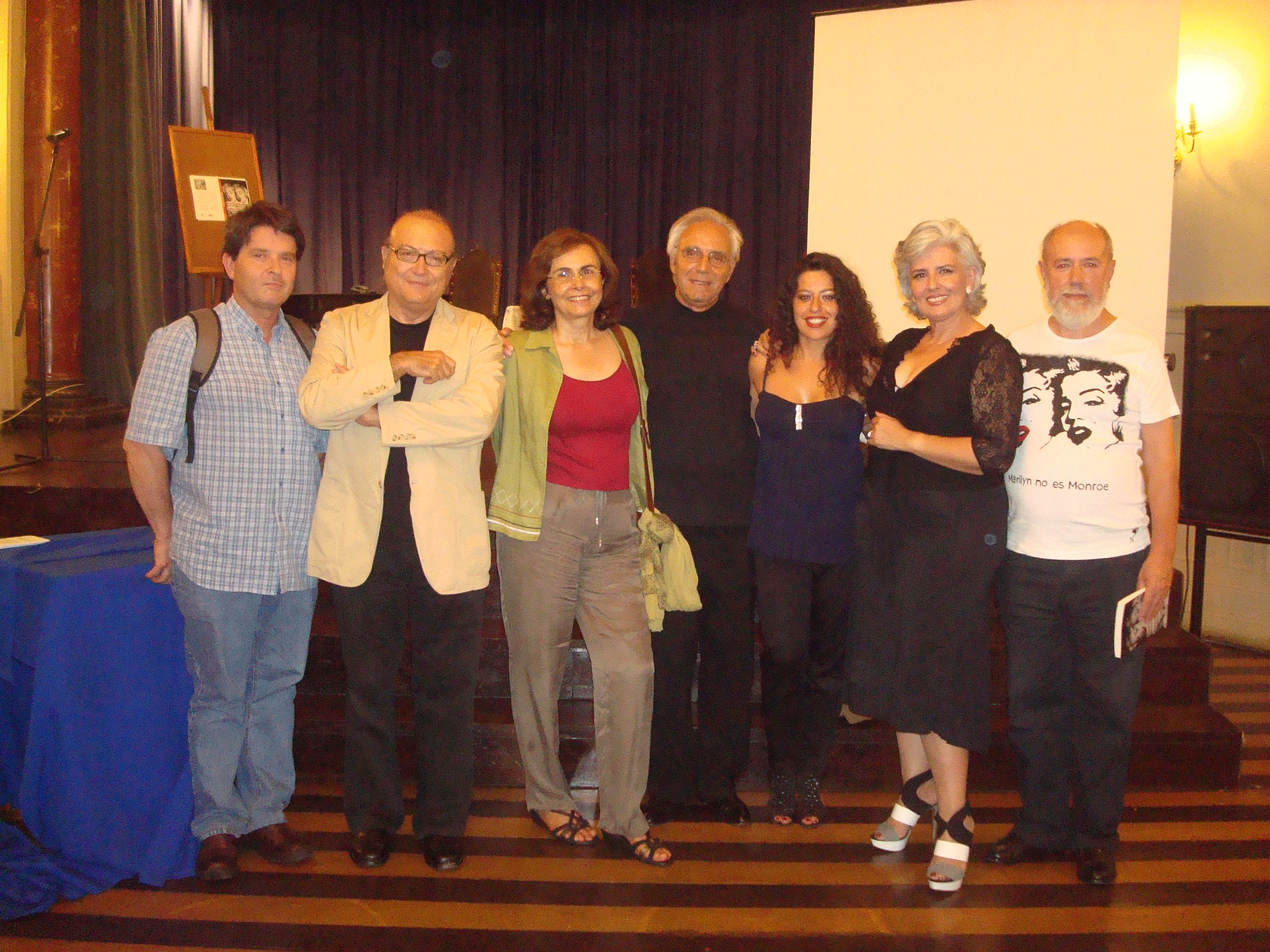
Gregorio Morales (segundo por la izda.) durante la presentación de la edición portuguesa de “Marilyn no es Monroe” el 5 de agosto de 2012 en el Clube dos Fenianos de Oporto. De izda. a dcha.: Luís Paiva, Gregorio Morales, Beatriz Pereira, Luis Gonzaga, Carolina Murcia, Eva Velázquez y Manuel Rui.

## Historia
La Literatura cuántica es un movimiento literario creado por Gregorio Morales en su ensayo-manifiesto El cadáver de Balzac, y que ha plasmado en libros de poemas como Canto cuántico, novelas como Puerta del Sol o Nómadas del tiempo y dramas como Marilyn no es Monroe.